# Бруэ
Бруэ́ (фр. Brouay) — коммуна во Франции, находится в регионе Нижняя Нормандия. Департамент коммуны — Кальвадос. Входит в состав кантона Тийи-сюр-Сёль. Округ коммуны — Кан.
Код INSEE коммуны — 14109.

## Население
Население коммуны на 2010 год составляло 472 человека.
| 1962 | 1968 | 1975 | 1982 | 1990 | 1999 | 2010 |
| ---- | ---- | ---- | ---- | ---- | ---- | ---- |
| 246  | 277  | 256  | 238  | 239  | 320  | 472  |

## Экономика
В 2010 году среди 313 человек трудоспособного возраста (15—64 лет) 254 были экономически активными, 59 — неактивными (показатель активности — 81,2 %, в 1999 году было 81,3 %). Из 254 активных жителей работали 238 человек (120 мужчин и 118 женщин), безработных было 16 (10 мужчин и 6 женщин). Среди 59 неактивных 25 человек были учениками или студентами, 25 — пенсионерами, 9 были неактивными по другим причинам.